# نهر ساوثجيت
نهر ساوثجيت هو نهر يقع في سلسلة جبال المحيط الهادئ لجبال الساحل في كولومبيا البريطانية بكندا، ويدخل رأس مدخل بوت، على الساحل الجنوبي لتلك المقاطعة، شرق مصب نهر هوماثكو عند ميناء وادينجتون. الروافد السفلية لمجرى النهر ذات قاع مسطح وتسمى وادي الحمام.

## التسمية
كان يحمل الاسم نفسه الكابتن جيمس جونسون ساوثجيت، وهو ربان سفينة متقاعد، جاء إلى فيكتوريا في عام 1859 عبر سان فرانسيسكو وأطلق أعمال تجارية عامة، تتعلق إلى حد كبير بمحطة المحيط الهادئ التابعة للبحرية الملكية في إيسكويمالت، والتي تعمل باسم J.J. باع شركة ساوثجيت. باع الشركة وعاد إلى إنجلترا في عام 1865، ولكن خلال الفترة التي قضاها في فيكتوريا، عمل كعضو في الجمعية التشريعية لجزيرة فانكوفر من عام 1860 إلى عام 1863، كعضو في جزيرة سالتسبرينج. توفي في لندن عام 1894. سُميت مجموعة جزر ساوثجيت أيضًا باسمه، كما سُميت جزيرة ساوثجيت ضمن تلك المجموعة. تم تسمية نهر ساوثجيت الجليدي عند رأس النهر، وقمة ساوثجيت، التي تقع فوق مصبه، بالارتباط مع النهر.

## علم المياه
يبلغ طول النهر حوالي 65 كيلومتر (40 ميل) ويبدأ من الجانب الغربي لجبل الأمل إلى الشرق من حقل هوماثكو الجليدي، ثم يتدفق بشكل عام من الجنوب إلى الجنوب الغربي لمسافة 40 كيلومتر (25 ميل) قبل أن يتجه غربًا. شمال غرب باتجاه رأس مدخل بوت. يدخله نهر بيشوب من الشرق بعد أول 20 كيلومتر (12.4 ميل) من مساره، وينبع من رينغ باس، الذي يقع بين كومبتون نيف إلى الغرب وغطاء ليلويت الجليدي إلى الشرق ويشكل التقسيم مع نهر بيشوب. أعلى نهر ليلويت.

## التاريخ
يسكن شعب هومالكو الأصلي في مستجمع مياه نهر ساوثجيت منذ زمن بعيد.

### إليوت كريك ميجا تسونامي 2020
في 28 نوفمبر 2020، تسببت الأمطار الغزيرة بشكل غير معتاد في انهيار أرضي بمساحة 18.000.000 متر مكعب (24.000.000 ياردة مكعبة) في بحيرة جليدية على رأس إليوت كريك. أدى الإزاحة المفاجئة للمياه إلى توليد تسونامي بارتفاع 100 متر (330 قدم) امتد أسفل إليوت كريك ونهر ساوثجيت إلى رأس مدخل بوت، مغطيًا مسافة إجمالية تزيد عن 60 كيلومتر (37 ميل). أدى هذا الحدث إلى حدوث زلزال بقوة 5.0 درجة على مقياس ريختر ودمر أكثر من 8.5 كيلومتر (5.3 ميل) من موطن سمك السلمون على طول إليوت كريك.